# دهستان اشیان شمالی
دهستان اشیان شمالی نام دهستانی در بخش مرکزی شهرستان لنجان، استان اصفهان در ایران است.